# Peach (nome)
Peach  è un nome proprio di persona inglese femminile.

## Varianti
- Peaches[1]

## Origine e diffusione

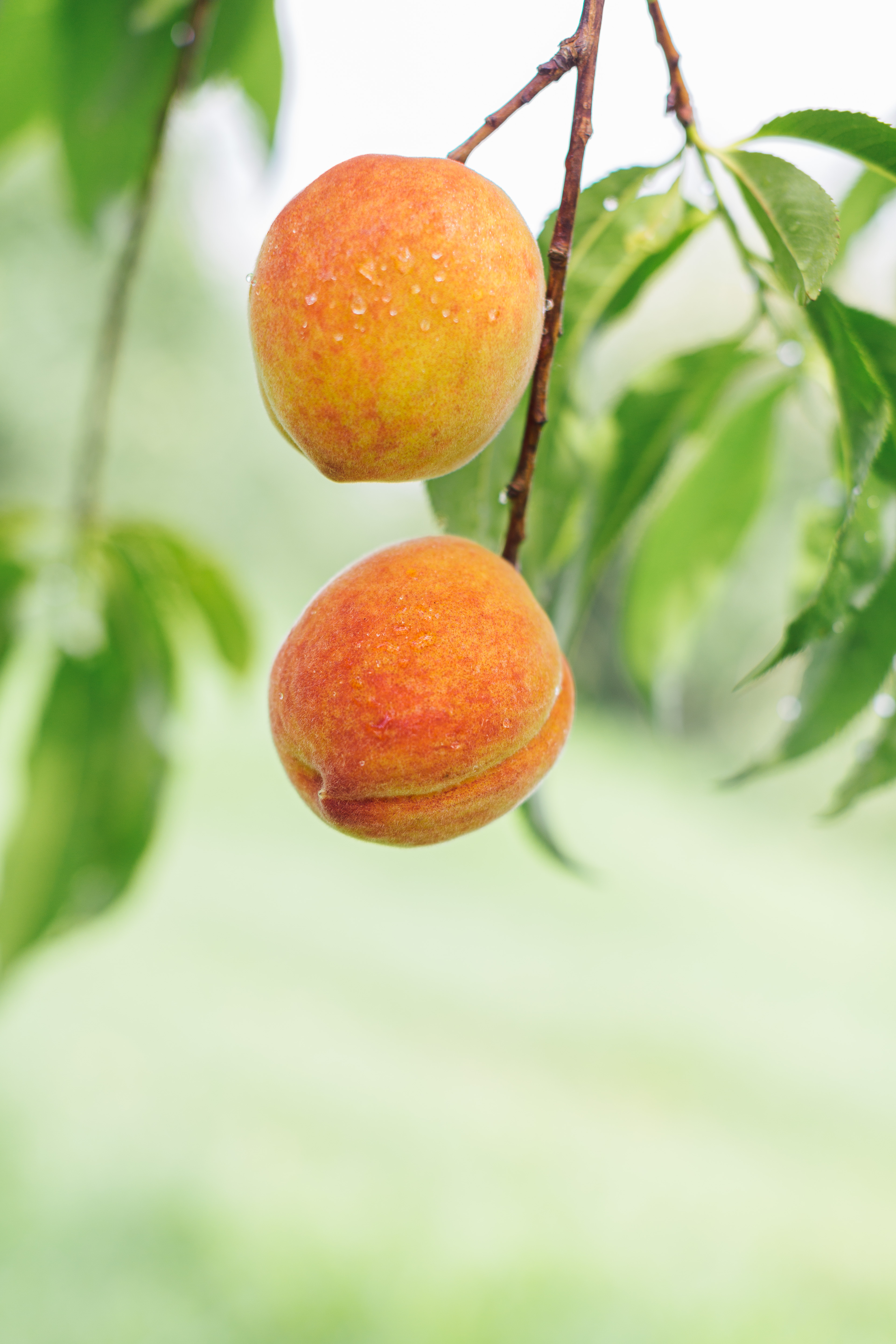
Delle pesche

Riprende il termine inglese indicante il frutto della pesca. Il pesco, pianta originaria forse della Cina, giunse ai Romani tramite la Persia, e venne quindi battezzata malum Persicum ("mela della Persia"); da questa espressione deriva il tardo latino persica e poi persica, passato in italiano come "pesca" e in francese antico come pesche, da cui deriva quindi l'inglese peach.
Come nome, Peach è in uso dal XVIII secolo, mentre la variante Peaches, che riprende la forma plurale del termine, è attestata a partire dagli anni 1960.

## Onomastico
Non ci sono sante con questo nome, che è perciò adespota; l'onomastico può essere festeggiato eventualmente il 1º novembre, giorno di Ognissanti. 

## Persone

### Variante Peaches
- Peaches Bartkowicz, tennista statunitense
- Peaches Geldof, giornalista, conduttrice televisiva e modella britannica
- Peaches Jackson, attrice statunitense

## Il nome nelle arti
- La Principessa Peach è un personaggio della serie di videogiochi Mario.
- Peaches è un personaggio del film del 2002 Ken Park.
- Peaches è un personaggio del film del 2016 Altruisti si diventa.